# Coyaima
I Coyaima (o anche Pijao) sono un gruppo etnico della Colombia, con una popolazione stimata di circa 24500 persone. Questo gruppo etnico è principalmente di fede animista e parla la lingua spagnola (codice ISO 639: SPN).
Vivono nel Dipartimento di Tolima. La vecchia lingua coyaima è considerata estinta in quanto non è più parlata da diverse generazioni, sostituita dallo spagnolo.